# Сиаладенит
Сиаладенит (сиалоаденит) — воспаление слюнных желёз, часто приводящее к образованию камней в слюнных протоках (калькулёзный сиаладенит, сиалолитиаз, слюнокаменная болезнь); впоследствии может наступить обструкция протока с последующим воспалением и интермиттирующим болезненным набуханием железы. Камни чаще всего обнаруживают в подчелюстных железах.

## Этиология
Бактерии ротовой полости — самая частая причина, эпидемический паротит, актиномикоз, туберкулёз, сифилис, цитомегаловирусная инфекция, болезнь кошачьих царапин.

## Факторы риска
Обезвоживание, лихорадка, гиперкальциемия.

## Патоморфология
Расширение протока с задержкой слюноотделения, гроздевидная атрофия или утолщённая и отёчная слизистая оболочка, гнойный или серозно-гнойный экссудат внутри протока, замещение железистой ткани фиброзной, инфильтрация лейкоцитами.

## Клиническая картина
Увеличенная, болезненная слюнная железа, при пальпации из отверстия протока возможно выделение гноя, гиперемированное болезненное отверстие протока, лихорадка, сухость во рту (ксеростомия), сниженная секреция слюны. (аптиализм).